# Arsène Mersch
Arsène Mersch (Koerich, 14 de diciembre de 1913 - Koerich, 12 de julio de 1980) fue un ciclista luxemburgués que fue profesional entre 1935 y 1940, consiguiendo 13 victorias en estos años.
Su hermano Josy también fue ciclista profesional de 1934 a 1936.

## Palmarés
- 1934 
  - 1º en el Gran Premio François-Faber
- 1935 
  - Campeón de Luxemburgo en ruta 
  - Vencedor de una etapa de la Volta a Cataluña
- 1936 
  - Campeón de Luxemburgo de ciclo-cross 
  - Vencedor de una etapa del Tour de Francia
  - Vencedor de una etapa de la Vuelta en Bélgica
- 1938 
  - Campeón de Luxemburgo de ciclo-cross 
  - 1º en el Critérium de Cannes
  - 1º en el Circuito Marco Cremonese
  - Vencedor de una etapa de la Vuelta a Suiza
- 1939 
  - Campeón de Luxemburgo en ruta
  - Campeón de Luxemburgo de ciclo-cross 
  - Vencedor de una etapa de la Vuelta a Suiza
- 1940 
  - 1 victoria en ciclo-cross

### Resultados al Tour de Francia
- 1936. 5º de la clasificación general y vencedor de una etapa
- 1937. 27º de la clasificación general
- 1938. 32.º de la clasificación general
- 1939. Abandona (8ª etapa)